# Ditaji Kambundji
Ditaji Kambundji, née le 20 mai 2002 à Berne, est une athlète suisse, spécialiste du 100 mètres haies.

## Biographie
Ditaji Kambundji est la fille d'un père congolais et d'une mère bernoise. Elle est la sœur cadette de Mujinga Kambundji.

### Carrière sportive
En 2021, elle est sacrée championne d'Europe junior du 100 mètres haies lors des championnats d'Europe juniors de Tallinn. Elle participe aux Jeux olympiques de Tokyo mais ne franchit pas le cap des séries du 100 m haies.
Le 21 août 2022, elle remporte la médaille de bronze du 100 mètres haies lors des championnats d'Europe de Munich.
Lors de la saison hivernale 2022-2023, elle bat le record de Suisse du 60 m haies en réalisant un temps de 7 s 81. Le 5 mars 2023 elle finit à la troisième place des championnats d'Europe en salle sur la même distance.
L'été suivant, elle devient championne d'Europe espoir sur 100 m haies en réalisant un temps de 12 s 68 ce qui constitue le nouveau record des championnats. Puis le 4 août 2023, à Berne elle bat le record de Suisse en 7 s 81. Elle devient aussi la 2e meilleure performeuse européenne de tous les temps.
Lors des championnats d'Europe de 2024 à Rome, elle décroche la médaille d'argent du 100 m haies, derrière la Française Cyréna Samba-Mayela, en établissant un nouveau record de Suisse en 12 s 40.
Elle est médaillée d'or du 60 mètres haies aux Championnats d'Europe d'athlétisme en salle 2025 à Apeldoorn, s'offrant un nouveau record d'Europe en 7 s 67.

## Palmarès
| Date | Compétition                    | Lieu      | Résultat | Épreuve     | Temps   |
| ---- | ------------------------------ | --------- | -------- | ----------- | ------- |
| 2021 | Championnats d'Europe juniors  | Tallinn   | 1re      | 100 m haies | 13 s 03 |
| 2022 | Championnats du monde en salle | Belgrade  | finale   | 60 m haies  | DNF     |
| 2022 | Championnats d'Europe          | Munich    | 3e       | 100 m haies | 12 s 74 |
| 2023 | Championnats d'Europe en salle | Istanbul  | 3e       | 60 m haies  | 7 s 91  |
| 2023 | Championnats d'Europe espoirs  | Espoo     | 1re      | 100 m haies | 12 s 68 |
| 2023 | Championnats du monde          | Budapest  | 7e       | 100 m haies | 12 s 70 |
| 2024 | Championnats d'Europe          | Rome      | 2e       | 100 m haies | 12 s 40 |
| 2025 | Championnats d'Europe en salle | Apeldoorn | 1re      | 60 m haies  | 7 s 67  |
| 2025 | Championnats du monde en salle | Nankin    | 2e       | 60 m haies  | 7 s 73  |

## Records
| Épreuve     | Résultat     | Lieu      | Date        |
| ----------- | ------------ | --------- | ----------- |
| 60 m haies  | 7 s 67 (AR)  | Apeldoorn | 7 mars 2025 |
| 100 m haies | 12 s 40 (NR) | Rome      | 8 juin 2024 |